# Al-Qaum
Al-Qaum (árabe: القوم) era o deus da guerra e da noite dos Nabateus e, ainda, guardião dos viajantes do deserto. Um enorme número de inscrições contendo seu nome foi encontrado e os arqueólogos acreditam que ele era o deus principal do panteão nabateno.